# 槲叶环

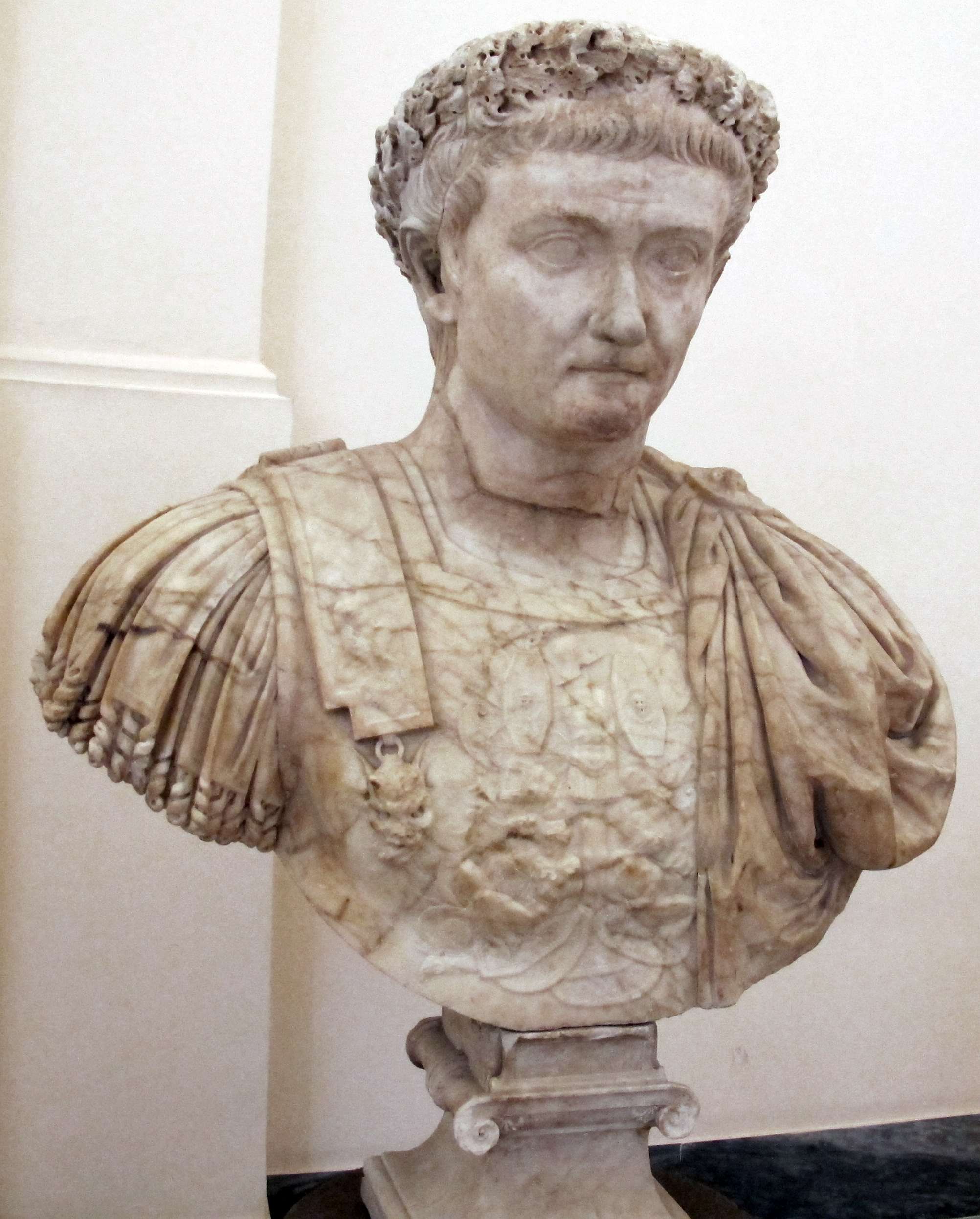
頭帶槲葉環的提贝里乌斯半身像

槲叶环（拉丁語：corona civica）是一种以橡树叶编织而成的花冠状头冠，它在古罗马时代是公民能獲得的次高軍事勳章，僅次於禾草環。它被颁授于那些以实際行动拯救同袍于危难中的罗马公民。

## 腳注
1. ↑  Pliny; H. Rackham, Translator. . . The Loeb Classical Library 4. 1986 （拉丁语及英语）.